# Museu de Arte Contemporânea Hara
O Museu de Arte Contemporânea Hara (原美術館, Hara Bijutsukan) é um dos mais antigos museus de arte contemporânea do Japão. O museu fica localizado no distrito de Kita-Shinagawa, na região de Shinagawa, Tóquio.
O edifício foi construído originalmente para servir como uma mansão privada, e foi projetada por Jin Watanabe em 1938 para o avô do atual presidente do museu e colecionador internacional, Toshio Hara. Projetado no estilo Bauhaus, é um exemplo raro de arquitetura do início do período Shōwa. Após a guerra, foi usada pelos Estados Unidos e depois serviu como sede da Embaixada das Filipinas e Embaixada do Sri Lanka. Em 1979, foi convertido em museu. Passou por extensa reforma em 2008, incluindo um novo sistema de iluminação projetado por Shozo Toyohisa. Em novembro de 2018, a Fundação Arc-en-Ciel, responsável pelo museu, anunciou seu fechamento, que ocorrerá em dezembro de 2020 devido às condições do edifício. O anexo de Gunma, o Hara Museum ARC, criado em 1988, passará a ser o único museu da fundação.
Sua coleção permanente inclui obras de Karel Appel, Alexander Calder, Buckminster Fuller, Yves Klein, Yayoi Kusama, Surasi Kusolwong, Aiko Miyawaki, Yasumasa Morimura, Daisuke Nakayama, Maruyama Ōkyo, Jackson Pollock, Jean-Pierre Raynaud, George Rickey, Mark Rothko, Cindy Sherman, Hiroshi Sugimoto, Jason Teraoka, Zhou Tiehai, Lee U-Fan, Andy Warhol e Miwa Yanagi.